# 38674 Těšínsko
38674 Těšínsko este un asteroid din centura principală, descoperit pe 9 august 2000, de Lenka Šarounová.